# Biston laeta
Biston laeta là một loài bướm đêm trong họ Geometridae.